# Malibu
Malibu (/ˈmælɨbuː/) là một thành phố bãi biển thuộc quận Los Angeles, California, Hoa Kỳ. Theo điều tra nhân khẩu năm 2010, dân số thành phố là 12.645. Malibu có một dải bờ biển Thái Bình Dương dài 21 dặm (34 km). Những người lướt sóng và cư dân địa phương đặt biệt danh cho Malibu là "the 'Bu".
Malibu nổi tiếng với khí hậu ấm, các bãi biển cát, và là nơi cư trú của nhiều diễn viên điện ảnh Hollywood nổi tiếng và các nhân vật khác có liên hệ với công nghiệp giải trí. Hầu hết các cư dân Malibu cư trú trong vòng vài trăm yard tính từ Xa lộ Duyên hải Thái Bình Dương (đường cấp bang số 1 của Califonia), một số cư dân cư trú trong các hẻm núi hẹp cách bờ biển khoảng một dặm, và nhiều cư dân cư trú tại các khu vực hẻm núi chưa hợp thành tổ chức song nhận Malibu là nơi thường trú. Malibu giáp với Topanga tại phía đông, dãy núi Santa Monica tại phía bắc, và Thái Bình Dương tại phía nam, và quận Ventura tại phía đông.
Malibu có các bãi biển Surfrider, Zuma, Malibu, Topanga, Point Dume và Dan Blocker; có các công viên Malibu Bluffs (nguyên là công viên cấp bang), Trancas Canyon, Las Flores Creek, và Legacy. Lân cận thành phố có các công viên Malibu Creek, Leo Carrillo, Point Mugu,.
Malibu xuất hiện trong MV ca nhạc của ca sĩ người Mĩ Miley Cyrus "Malibu" phát hành ngày 11 tháng 5 năm 2017.